# NGC 2873
NGC 2873 ist eine linsenförmige Galaxie vom Hubble-Typ S0/a im Sternbild Löwe an der Ekliptik. Sie ist schätzungsweise 140 Millionen Lichtjahre von der Milchstraße entfernt und hat einen Durchmesser von etwa 30.000 Lj. Sie bildet gemeinsam mit den Galaxien NGC 2872 und NGC 2874 ein gebundenes Trio.
Das Objekt wurde am 22. Februar 1857 vom irischen Astronomen R. J. Mitchell, einem Assistenten von William Parsons, entdeckt.